# Stratton Brook State Park
Stratton Brook State Park ist ein State Park im US-Bundesstaat Connecticut auf dem Gebiet der Gemeinde Simsbury. 

## Beschreibung
Ursprünglich hieß der Park Massacoe State Forest. Er war als Trainingsfläche zur Bekämpfung von Flächenbränden entlang von Bahntrassen angelegt. Später wurden die Bahngleise entfernt und die Trasse in einen Fahrradweg umgewandelt. Heute bietet der Park Möglichkeiten zum Picknicken, Angeln, Schwimmen, Wandern, Fahrradfahren, Skilaufen, und Eisfischen.
Im Park befindet sich auch ein Naturschutzzentrum, dass saisonal geöffnet ist. Der Stratton Brook entwässert den Park und fließt dem Hop Brook zu, der dem Farmington River zufließt.
1935 wurde der beliebte Massaco Forest Pavilion vom Civilian Conservation Corps erbaut. Die Nähe zu Hartford macht den Park zu einem beliebten Ausflugsziel. 1996 war es der erste Park in Connecticut, der komplett rollstuhlgerecht eingerichtet ist. Der Darling-Hilles Memorial Forest schließt sich im Nordosten unmittelbar an den Park an.